# 阿根廷飲食

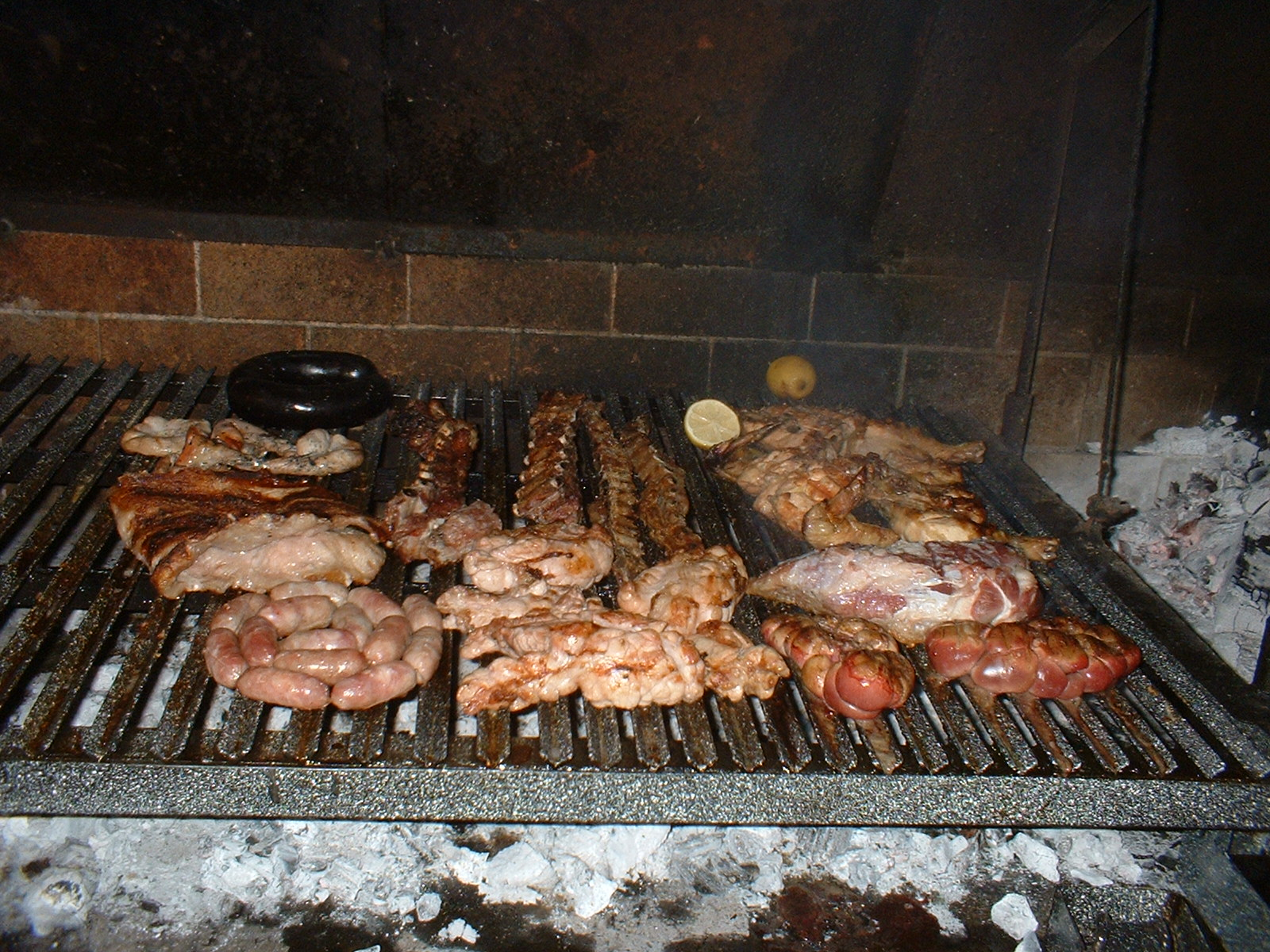
燒烤

阿根廷飲食融合了印第安人和地中海的飲食文化。阿根廷畜牧產業發達，人均肉食消費量也非常高。阿根廷人均年牛肉消費量達100公斤。由於阿根廷是一個移民國家，使得阿根廷飲食非常多樣化，不同地區亦有當地的地域特色。

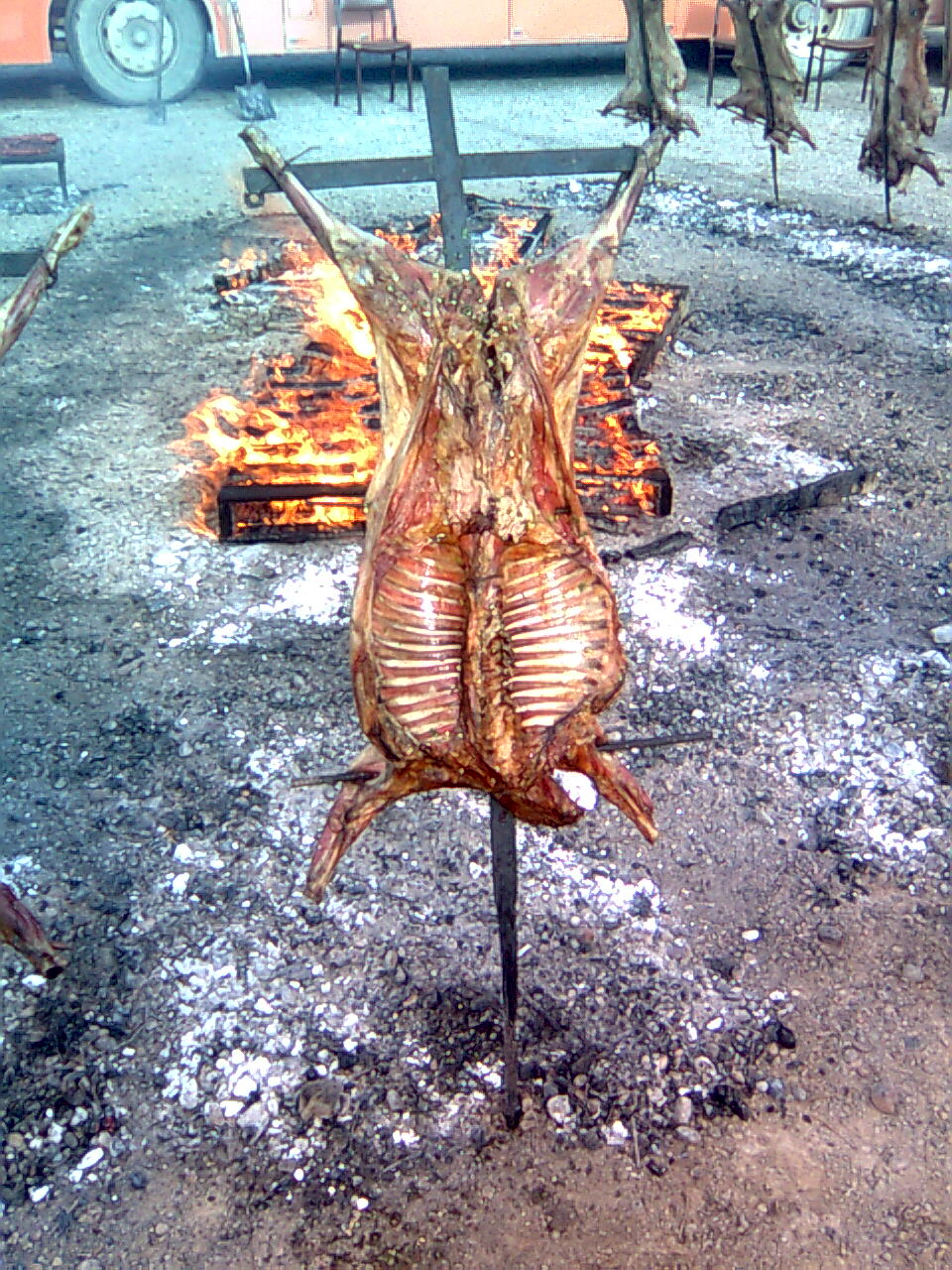
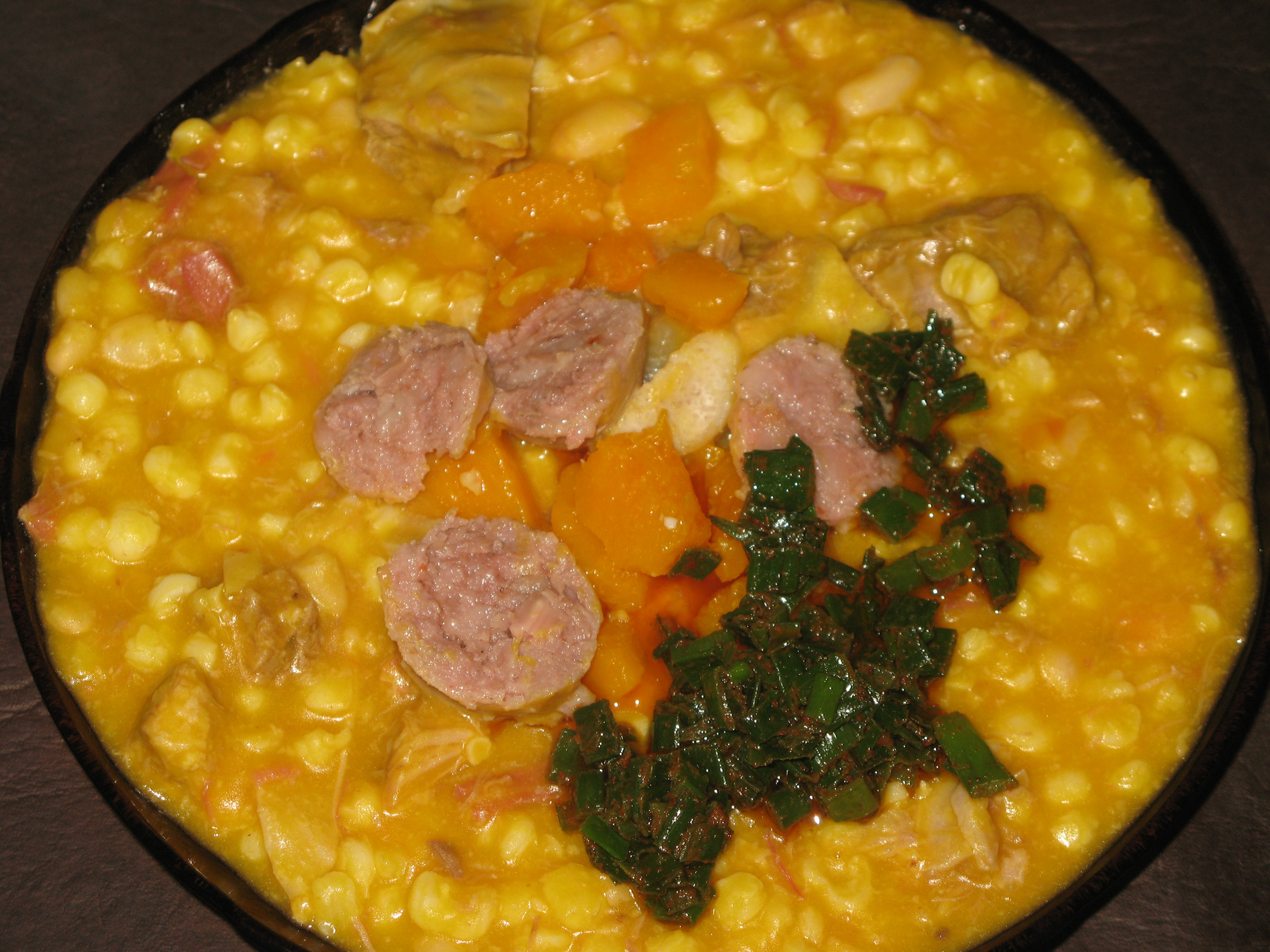
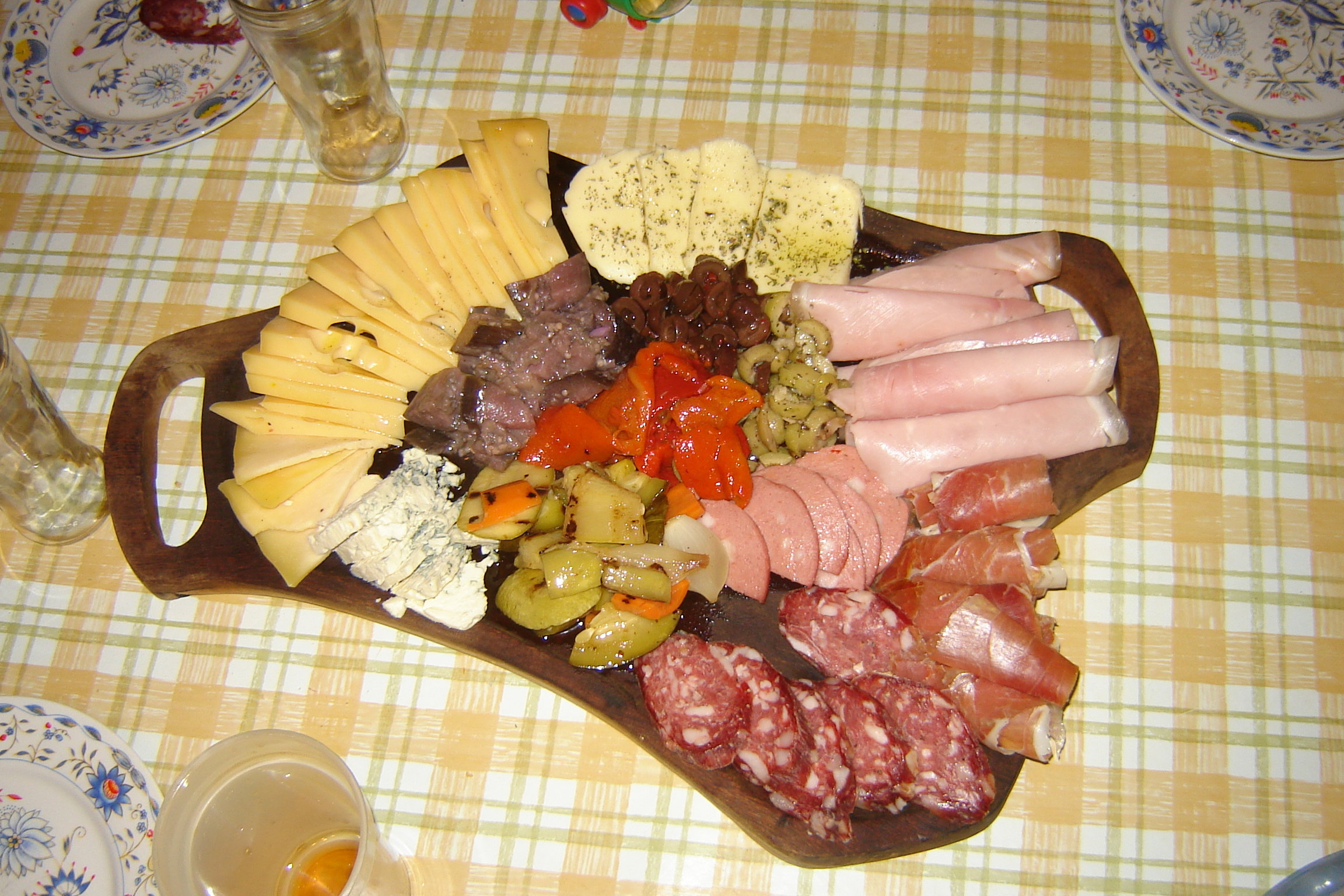
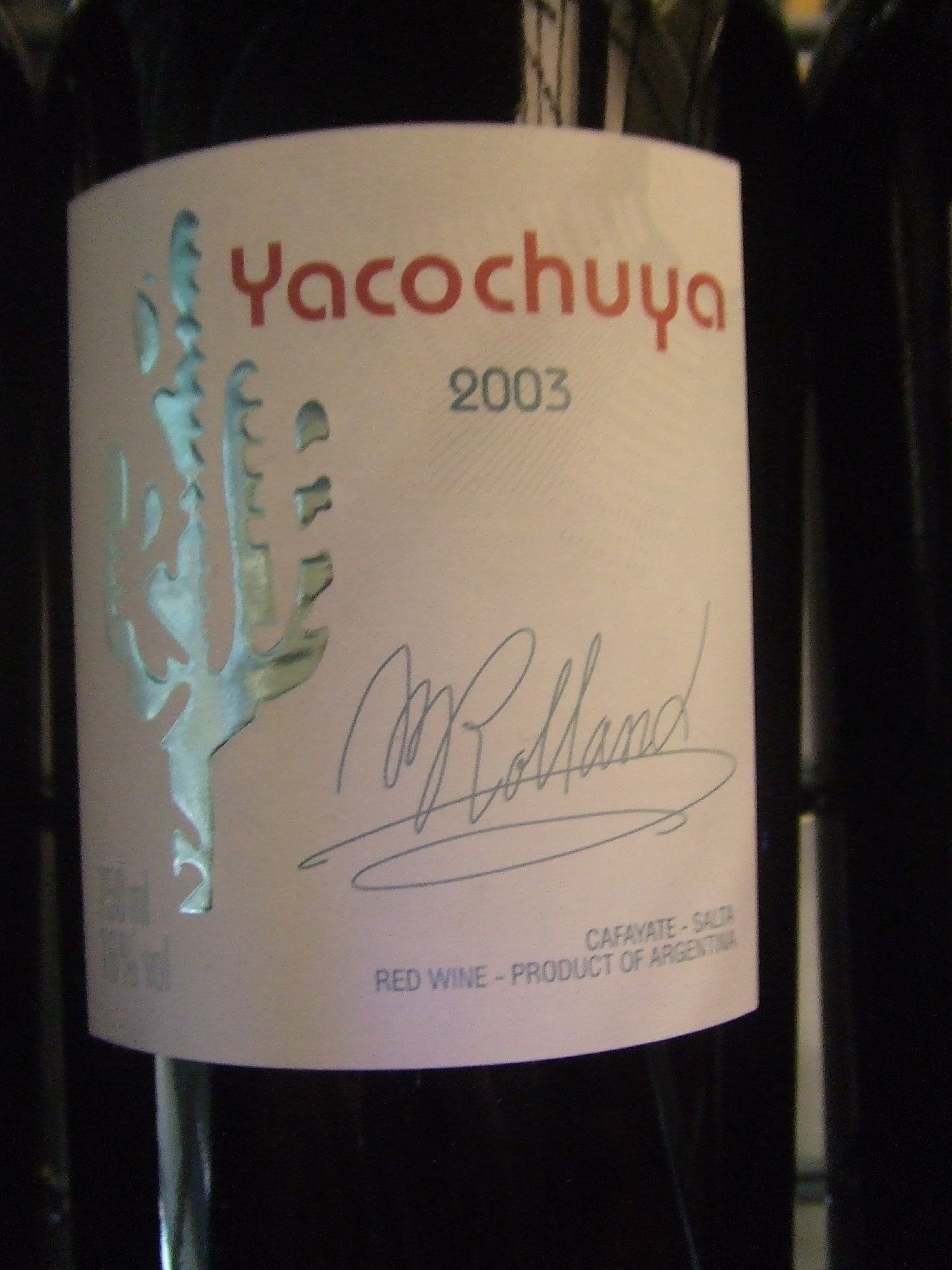
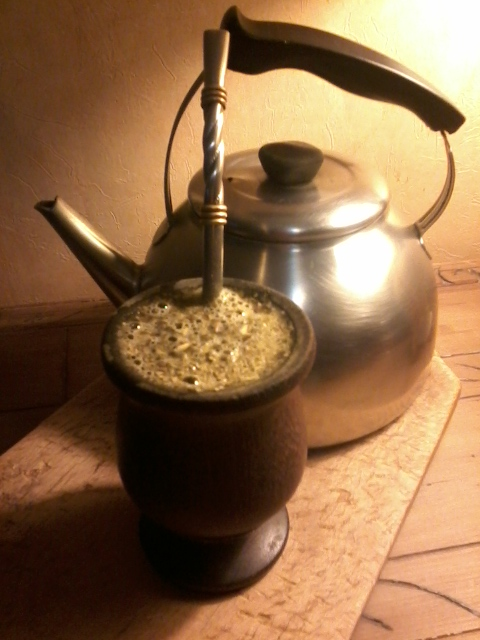
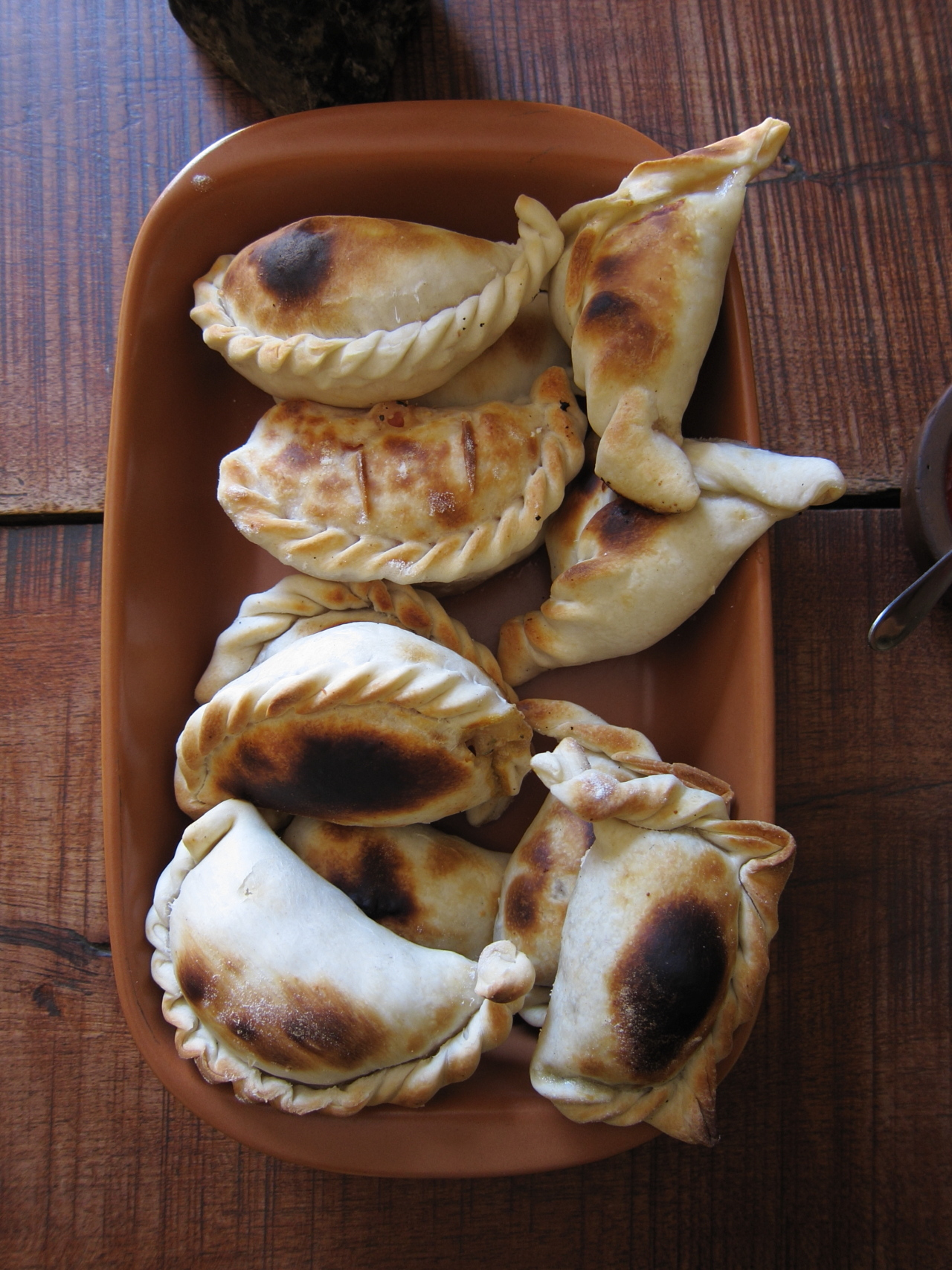
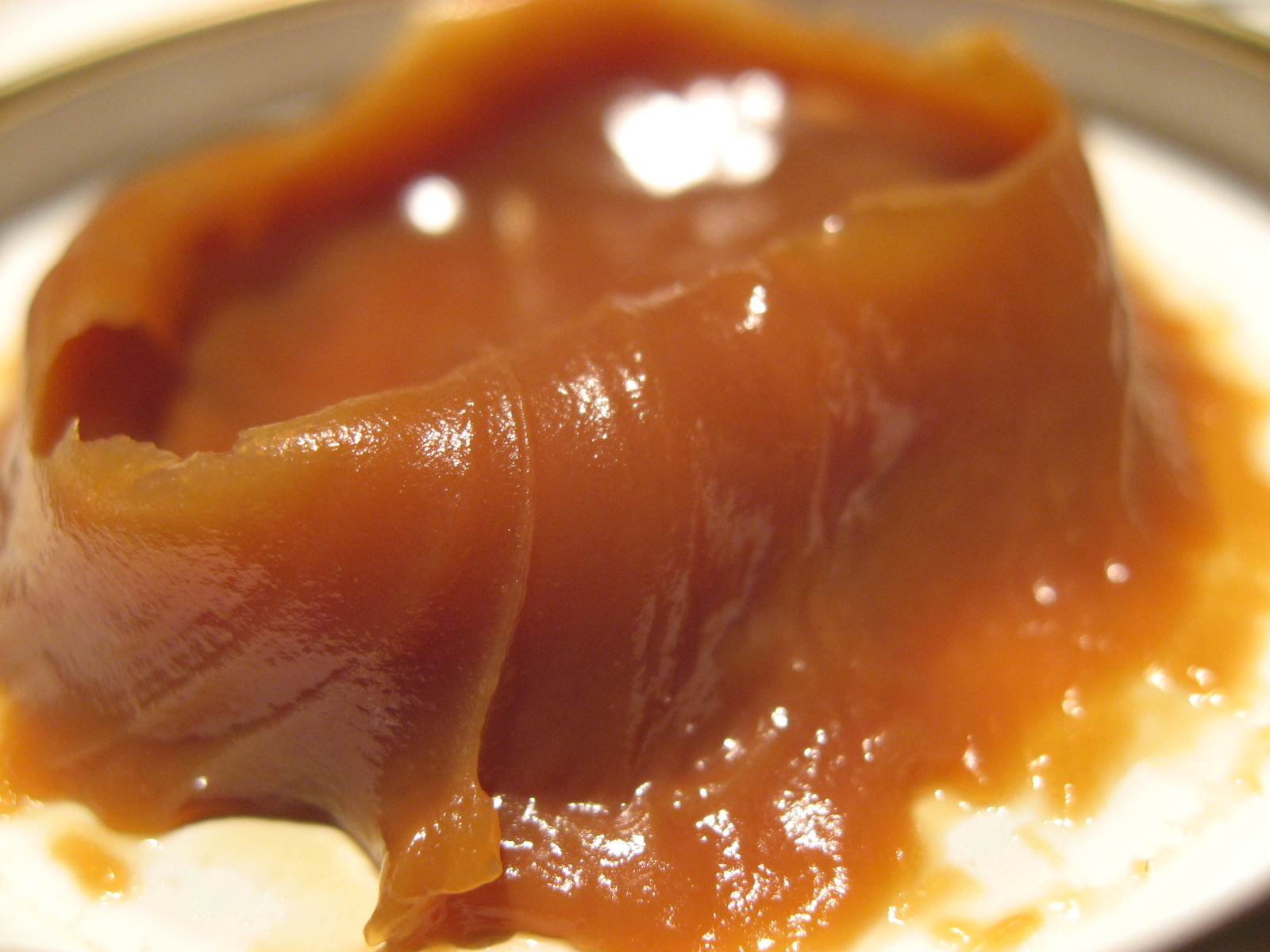
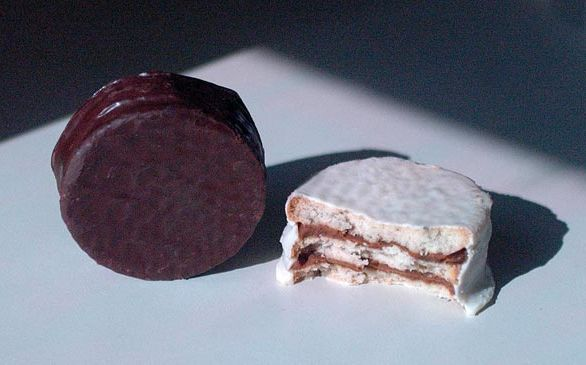